# Saint Lucia na Mistrzostwach Świata w Lekkoatletyce 2009
Saint Lucia na Mistrzostwach Świata w Lekkoatletyce 2009 – reprezentacja Saint Lucia podczas czempionatu w Berlinie liczyła 1 zawodniczkę, która nie awansowała do finału.

## Występy reprezentantów Saint Lucia

### Kobiety
| Skok wzwyż | Levern Spencer | 1,89 | 24. | Nie awansowała | Nie awansowała | Nie awansowała | Nie awansowała |